# Bernard de Bélidor

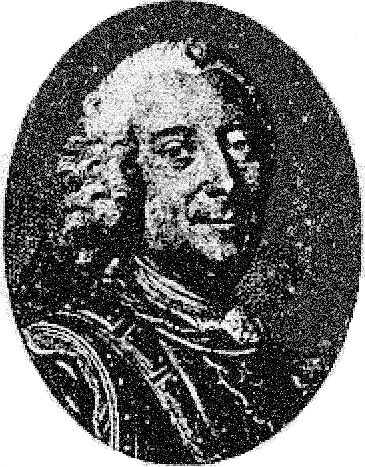
Bernard Forest de Bélidor

Bernard Forest de Bélidor (* 1697 (oder 1698) in Katalonien; † 8. September 1761 in Paris) war ein französischer Militär-Ingenieur und -Architekt. Er gilt als der Begründer des Minenkriegs.

## Leben und Wirken
Belidor wurde als Sohn eines französischen Offiziers geboren. Er studierte zunächst Mathematik und Physik und wurde anschließend Professor an der neuerrichteten Artillerieschule zu La Fère. 1729 veröffentlichte er sein Buch La science des ingénieurs, das bis in das 1. Drittel des 19. Jahrhunderts immer wieder neu aufgelegt wurde und als ingenieurwissenschaftliches Standardwerk galt.
Im Jahre 1742 nahm er als Adjutant Philippe-Henri de Ségurs und des Herzogs von Harcourt am Feldzug in Bayern teil. Mit dem Prinzen von Conti ging er 1744 nach Italien und dann 1745 nach den Niederlanden. Hier trug er wesentlich zur Eroberung von Charleroi bei. In Anerkennung seiner Leistungen wurde er zum Oberst befördert.
Sein in den Jahren 1737–1753 in 4 Bänden erschienenes Werk Architecture hydraulique war das erste Kompendium des Wissens über die Hydraulik. Darin beschrieb er erstmals die Herstellung und Verwendung von Beton für Fundamentierungsarbeiten unter Wasser. Außerdem erfand er 1737 eine Freistrahl-Wasserturbine (Impulsturbine).
Ab 1758 war er als Direktor des Pariser Arsenals tätig. Bald darauf wurde er zum Brigadier ernannt und Generalinspektor der Mineure. Er war Mitglied der Académie des sciences, der Royal Society sowie der Preußischen Akademie der Wissenschaften.
Bernard Forest de Bélidor starb am 8. September 1761 in Paris.
Bélidors Bedeutung liegt in erster Linie in seinem Wirken als früher Vorreiter eines Ingenieurwesens auf wissenschaftlicher Grundlage. Er stand in engem Kontakt zu den Kreisen der Académie des sciences und hatte daher Zugang zu den neuesten mathematischen Erkenntnissen; durch seine Bücher und seine Lehrtätigkeit in La Fère trug er maßgeblich zur Verbreitung dieses Wissens bei. Bélidor beschäftigte sich unter anderem mit Fragen der Ballistik, der Standsicherheit von Stützmauern und mit der Statik von Gewölben. Im ersten Band der Architecture hydraulique wandte Bélidor zum ersten Mal die Integralrechnung auf ein technisches Problem an.
Seine Werke wurden früh auch ins Deutsche übersetzt und wirkten dort anregend auf die im Entstehen begriffene Ingenieurwissenschaft. Die Architecture hydraulique blieb das Standardwerk für französische und britische Bauingenieure bis zum Anfang des 19. Jahrhunderts. Seine La science des ingénieurs von 1729 war sehr beliebt und sammelte das Wissen seiner Zeit ähnlich späterer Handbücher für Bauingenieure, es wurde bis 1830 neu aufgelegt. Dort findet sich auch eine Erddrucktheorie auf Stützwände.

## Werke
- Nouveau cours de mathématique à l’usage de l’artillerie et du genie (...). (Paris 1725) Online, Conservatoire numérique des Arts et Métiers
- La science des ingénieurs dans la conduite des travaux de fortification et d’architecture civile. (Paris: Jombert 1729), Online beim Max Planck Institut für Wissenschaftsgeschichte, Ausgabe von 1830 bei archive.org
- Le bombardier françois, ou Nouvelle méthode de jetter les bombes avec précision. (1731) Volltext; (1734) Volltext, BSB
  - Belidors Französischer Bombardier, oder neue Art die Bomben gewiß zu werfen : nebst einer Abhandlung von Ernst- und Lust-Feuer-Werken, aus dem Französischen in das Teutsche gebracht Nürnberg 1756 Digitalisat 1. Teil, 2. Teil, BSB
- Traité des fortifications. 2 Bde. (1735)
- Architecture hydraulique. 4 Bde. (Paris 1737–1753), Band 1, Band 2, Band 3, Band 4 auf Gallica